# Skrewdriver
Skrewdriver (abgewandelt von englisch screwdriver „Schraubendreher“) war eine britische Musikgruppe aus Blackpool. Sie wurde 1976 als Punk-Band gegründet und entwickelte sich später zu einer international bekannten neonazistischen Band. Sie gilt als Vorreiter der Rechtsrock-Szene und war Zugpferd des rassistischen und neonazistischen Netzwerks Rock Against Communism. Später war sie eine der Gründungsbands von Blood and Honour. Leadsänger und Haupttexter Ian Stuart Donaldson war bis zu seinem Tod am 24. September 1993 eine Leitfigur der internationalen Rechtsrock-Szene und wird seit seinem Tod als Märtyrer verehrt.

## Geschichte

### Anfänge
Ian Stuart Donaldson, der sich meist nur Ian Stuart nannte und aus der Gegend um Blackpool stammte, gründete 1975 die Rockband Tumbling Dice. Zunächst als Schülerband gestartet, wurde sie 1977 in Skrewdriver umbenannt. Dies geschah nach einem Besuch aller Mitglieder eines Konzerts der Sex Pistols. Skrewdriver spielte anfangs Punk mit Offbeat-Elementen ohne jegliche rassistische Tendenz. Nach einem Demo sicherte man sich einen Vertrag bei Chiswick Records aus Camden Town. Dort erschien zunächst die Single You’re So Dumb. Die Band durfte unter anderem für die damals noch unbekannten The Police eröffnen. Sie adaptierte im Verlauf nach einem Besuch eines Konzertes von Cock Sparrer den Skinhead-Stil. Es folgte im November die LP All Skrewed Up und die Single Antisocial. Das Album erhielt in der britischen Presse eine Anzahl wohlwollender Rezensionen. Für die BBC wurde eine Peel-Session aufgezeichnet. Die Gruppe wurde in der Szene gut aufgenommen. Das Vorankommen wurde allerdings durch einen Zwischenfall mit Bob Geldof von den Boomtown Rats verhindert. Geldof wurde bei einem Konzert von einem Skrewdriver-Fan zusammengeschlagen und ließ seinen Einfluss spielen, um Auftritte der Band zu verhindern. Donaldson trat 1979 der extrem rechten Partei British National Front bei. Als dies bekannt wurde, fand Skrewdriver keine Auftrittsmöglichkeiten mehr. Bands wie Cock Sparrer, The Business und 4-Skins gingen auf Distanz. 1979 löste sich die Band in der ursprünglichen Formation auf. Ein Auftritt im Marquee wurde später als Bootleg veröffentlicht.

### Wandlung zur rechtsextremen Band
Der Sänger und Gitarrist Ian Stuart Donaldson engagierte sich danach weiter in der British National Front und 1981 bei der Young-National-Front-Organisation Rock Against Communism (RAC). Im Herbst 1981 gründete der wegen Körperverletzung an einem Schwarzen vorbestrafte Stuart Skrewdriver erneut und gab der Band von Beginn an eine rechtsextreme Ausrichtung. Dazu rekrutierte er Mitglieder der frühen Rechtsrockband The Elite, darunter Bassist Mark French und Schlagzeuger Geoff Williams. Er veröffentlichte zunächst die nationalistische Single Back With a Bang zusammen mit dem Lied I Don’t Like You, das noch aus der Frühphase der Band stammte. Mit der zweiten Single White Power von 1983 setzte er sich an die Spitze der RAC-Organisation. Die Single markierte die erste Veröffentlichung des von der NF gesponserten Labels White Noise Records. Das Lied gilt als einer der kontroversesten Songs, die jemals veröffentlicht wurden. Die Medien schossen sich direkt auf die Band ein und Donaldson verstand es, den schlechten Ruf für sich zu nutzen. 1984 erschien das Debütalbum der wiedervereinigten Skrewdriver unter dem Titel Hail the New Dawn und trug ein martialisches Wikingercover.

### Ab 1985
1985 erfolgte der Bruch mit der National Front aus ideologischen Gründen. Die NF vertrat zunehmend Positionen, die aus Sicht der rassistischen, gewaltbereiten Neonazis problematisch waren. So strebte die Partei eine enge Kooperation mit der Nation of Islam an und veröffentlichte Schriften von Muammar al-Gaddafi. Die rechtsextreme Skinheadszene dagegen tendierte eher zum Nationalsozialismus und propagierte die Ideologie der White Supremacy. Ian Stuart war maßgeblich an der Gründung des Blood-and-Honour-Netzwerks beteiligt, einer Organisationsstruktur für neonazistische und rechtsextreme Bands, der auch Brutal Attack, Squadron, Sudden Impact und No Remorse angehörten. Es war vor allem Skrewdriver, die auch international den Weg für den Rechtsrock ebneten. So handelte Donaldson einen Deal mit dem deutschen Punk-Label Rock-O-Rama aus, das die ersten Platten von Skrewdriver veröffentlichte. Rock-O-Rama entwickelte sich damit zum wichtigsten deutschen Rechtsrock-Label seiner Zeit und wurde zum wichtigsten internationalen Produzenten für rechtsextreme Musik. Eine ähnliche Rolle spielte in Frankreich das Label Rebelles Européens, das ebenfalls eng mit Donaldson zusammenarbeitete. Zudem tourte die Band unermüdlich durch Deutschland und die skandinavischen Länder. Dort wurden ebenfalls Chapter von Blood and Honour gegründet. Blood and Honour war nicht parteipolitisch gebunden und war eine Sammelbewegung verschiedener rechtsextremer Richtungen. Skrewdriver und Donaldson standen dem British Movement nahe.
Blood and Honour war auch der Titel eines Albums der Band von 1986. Kurz vor der Veröffentlichung wurde Stuart inhaftiert, weil er an einem rassistisch motivierten Kampf beteiligt war. Er nutzte sein Jahr im Gefängnis, indem er neue Lieder für Skrewdriver und Artikel für Neonazi-Magazine schrieb. 1987 folgte White Rider, das überwiegend auf Songs basierte, die er während seiner Haft geschrieben hatte. Das Album gilt gemeinhin als Skrewdrivers bestes Werk, litt jedoch wie die meisten Rock-O-Rama-Produktionen unter einer sehr schwachen Produktion.
Zu dieser Zeit lebte Donaldson in London und bewohnte zusammen mit einigen anderen Skinheads dort ein heruntergekommenes Haus. Nachdem zunächst einige großangelegte Konzerte von Skrewdriver stattfanden, wurden danach einige durch die Antifascist Action verhindert und immer öfter endeten Auftritte in Schlägereien. Donaldson, mittlerweile stadtbekannt als Neonazi, wurde selbst Opfer mehrerer Übergriffe. Nachdem eine Machtdemonstration von Blood and Honour, ein als „Main Event“ angekündigtes Konzert von Skrewdriver, im Chaos versank, zog er von London nach Nottinghamshire. Danach wurde es ein wenig ruhiger um Skrewdriver. Donaldson selbst widmete sich anderen Projekten und trat unter anderem als Liedermacher und mit seiner Rockabilly-Band Klansmen auf. Ideologisch stand er nun mehr, der Bandname deutet es schon an, dem Ku-Klux-Klan nahe. So änderten Skrewdriver auf dem Album After the Fire auch den Rockklassiker Sweet Home Alabama von Lynyrd Skynyrd ab und unterlegten ihn mit einem Text über den Ku-Klux-Klan.

### Kriminalität
Im Umfeld der Gruppe kam es immer wieder zu rassistisch oder politisch motivierter Gewalt. So musste Donaldson 1986 eine mehrmonatige Haftstrafe wegen eines Überfalls auf einen Nigerianer in London verbüßen. 1991 waren Skrewdriver im ostdeutschen Cottbus zu einem Konzert angereist. Ziel war die Unterstützung der nach der deutschen Wiedervereinigung erstarkten rechtsextremen Szene in Ostdeutschland. Nach dem Konzert schlossen sich einige Bandmitglieder einem Mob an, der durch die Straßen zog und Jagd auf Ausländer machte. Dabei kam es zu einer Schlägerei mit einem Angehörigen der linken Szene, den der Mob schwer verletzte. Die sechs Beteiligten, unter ihnen auch Skrewdriver-Gitarrist Stigger und Schlagzeuger John Burnley, der Bruder von Paul Burnley, wurden anschließend für fünf Monate in Untersuchungshaft genommen. Sie wurden gegen Zahlung einer hohen Kaution wieder freigelassen und verließen das Land. Um die Kaution aufzubringen, nahm Ian Stuart unter dem Projektnamen Rough Justice die Solidaritäts-MCD Justice for the Cottbus Six auf.

### Der Tod von Ian Stuart Donaldson
1992 versuchte sich Skrewdriver an einem großangelegten Konzert, dessen Veranstaltungsort jedoch bereits im Vorfeld antifaschistischen Gruppen bekannt wurde. Donaldson selbst wurde bereits im Vorfeld attackiert und man verlegte das Konzert in einen kleinen Vorort. Doch einige Skinheads kamen zum ursprünglichen Ort des Geschehens und es kam zu einer Massenschlägerei, die von der britischen Presse als „Battle of Waterloo“ tituliert wurde. Auch bei der Ausweichlocation kam es zu Ausschreitungen, die jedoch von Skrewdriver-Services, der Security-Firma von Blood and Honour, unter Kontrolle gehalten wurde.
1993 erschien Skrewdrivers letztes offizielles Album Hail Victory. Der 36-jährige Donaldson starb am 24. September 1993 an den Folgen eines Autounfalls. Der Unfalltod des Rechtsrock-Sängers und Gitarristen war gleichzeitig das Ende für die Band Skrewdriver.

### Nach Skrewdriver
Der Gitarrist von Skrewdriver Steve Calladine alias Stigger gründete kurz nach Stuarts Tod eine eigene RAC-Band namens Warlord, benannt nach dem sechsten Album von Skrewdriver. Stigger selbst trat auch als Liedermacher auf und war Mitinitiator des deutsch-britischen Projekts German-British-Friendship. Er gehörte der Blood-&-Honour-Gruppierung Combat 18 an, die nach Stuarts Tod das Label ISD-Records (ISD ist die Abkürzung von Ian Stuart Donaldson) aufbauten und die Vorherrschaft im schwelenden Führungsstreit um Blood and Honour übernahmen.
1997 waren Charlie Sargent, der Gründer von Combat 18, und der frühere Skrewdriver-Gitarrist Martin Cross in den Mord an Christopher Castle verwickelt und schuldig gesprochen worden.
Am 1. Januar 2022 verstarb das ehemalige Skrewdriver-Mitglied „Big Merv“ Mervyn Shields an den Folgen einer COVID-19-Erkrankung. Er hatte bereits zuvor gesundheitliche Probleme mit dem Herzen gehabt. Der ehemalige Bassist war weiterhin in der White-Power-Szene aktiv gewesen, lebte allerdings die letzten Jahre eher zurückgezogen in Nordirland, wo er trotz seiner Ideologie als umgänglicher Familienmensch beschrieben wurde.

## Musikstil und Texte
Zunächst am britischen Punk im Stile der Sex Pistols orientiert, schwenkte die Band während des Skinhead-Revivals um und wurde zu einer Oi!-Band. Während Donaldson bereits 1979 der NF beitrat, waren die ersten Texte der Band politisch unverdächtig und hatten einen starken Subkulturbezug zur Punk- und Skinhead-Szene. Nach der Reformation positionierte sich die Band zu Beginn nationalistisch, schwenkte aber bereits auf dem Debütalbum Hail the New Dawn um zu einer eher pan-germanischen Ausrichtung. Bereits die Single White Power machte deutlich, dass es Donaldson in erster Linie um das Konzept der White Supremacy ging. Motive aus der nordischen Mythologie dominierten das Coverartwork der ersten Alben. Ideologisch stand die Band zu Beginn der National Front nahe. Später, mit dem Beginn von Blood and Honour ab etwa 1987, bezog sich Skrewdriver positiv auf den Nationalsozialismus, insbesondere auf Adolf Hitler sowie Rudolf Heß und entwickelte sich zu einer Band einer rassistisch-nationalistischen Sammelbewegung. Musikalisch sind die späteren Werke der Band eher am Hard Rock und am Metal orientiert. Coverversionen von unter anderem AC/DC, Judas Priest und Black Sabbath belegen Skrewdrivers Versuche, sich mehr am Heavy Metal zu orientieren.
Hinsichtlich der Frage nach der musikalischen Qualität Skrewdrivers sind sich die Kritiker uneins. Unbestritten gilt die Band in der rechten Szene als Kultband und wird dort auch musikalisch positiv rezipiert. Zum einen verstellt die politische Ausrichtung von Skrewdriver die Bewertung ihrer Musikalität und lässt diese Frage eher zweitrangig erscheinen. Zum anderen werden solche Bewertungen meist vom politischen Gegner ausgesprochen. Stewart Home beschreibt die Musik als eher langweilig und uninspiriert. Insbesondere die späteren, eher metallastigen Werke lassen Skrewdriver wie eine Band erscheinen, die ihre musikalische Linie noch nicht gefunden hat. Auch die Musikwebseite Allmusic lässt kein gutes Haar an der Musik. Fred Beldin verriss ihr Album White Rider, verwies allerdings auch darauf, dass es schwierig sei, die Musik objektiv zu beurteilen. Das erste Album allerdings, politisch noch nicht vorbelastet, wird generell als solides Punkalbum beschrieben.

## Bedeutung
Skrewdriver gilt bis heute als die „politisch und musikalisch einflussreichste Band der Rechtsrock-Geschichte“. Ihre Bedeutung entstand nicht nur durch die recht frühe Gründung, sondern vor allem dadurch, dass sie gewissermaßen eine Blaupause für das Genre vorlegten. Waren die ersten Rechtsrock-Gruppen, wie die deutschen Ragnaröck sehr bieder oder wie die ersten britischen Gruppen politisch sehr diffus, so war Skrewdriver die erste Band, der es gelang, die Ästhetik und Musikalität des Punks und Oi!s einzufangen und mit rechtsextremen politischen Botschaften zu versehen. Ein wichtiges Element des Punks, die Rebellion, wurde auf rassistische Normen ausgeweitet. Diente beim Punk noch die Gesellschaft als solche als Feindbild, so war es nun quasi alles, was nicht als „weiße Briten“ (später weiße Europäer oder ein diffuses Arierbild) definiert war. Hinzu trat eine vermeintliche Authentizität, die den Anhänger als Teil einer kleinen Gemeinschaft definierte, die sich vom Rest der britischen Gesellschaft distanzierte. Die Anhänger konnten „Underdogs“ bleiben. Dies machte den Rechtsrock zu einer für Jugendliche attraktiven Subkultur. Einen großen Anteil am internationalen Erfolg von Skrewdriver hatte das deutsche Independent-Label Rock-O-Rama aus Brühl, dem die Band bis zur Auflösung nach Donaldssons Tod die Treue hielt.
Skrewdriver hatte einen großen Einfluss auf die internationale rechtsextreme Szene. Sie tourten durch zahlreiche Länder und brachten ihre rassistische und neonazistische Ideologie mit. Vor Ort trafen sie andere Rassisten und Neonazis und machten sie mit Blood and Honour vertraut. Als Konsequenz gründeten sich in zahlreichen europäischen Ländern, aber auch in den Vereinigten Staaten und sogar in Brasilien Untergliederungen der Organisation. Die Beziehung zu Deutschland war für Skrewdriver eine besondere, nicht nur über ihre Plattenfirma Rock-O-Rama, sondern zahlreiche Liveauftritte fanden dort statt. Dabei traten sie oftmals mit der deutschen Band Störkraft auf. Auch ein Projekt mit der Band Noie Werte wurde umgesetzt, die eine deutsche Version von Als der Schnee fiel aufnahmen.
Insbesondere Ian Stuart Donaldson galt als sympathische und charismatische Führungsfigur der internationalen rechtsextremen Szene. Spätestens seit seinem Unfalltod im Jahr 1993 wird er von der internationalen Rechtsrockgemeinschaft als Ikone und Märtyrer verehrt. Dazu entstanden auch eine ganze Reihe von Verschwörungstheorien. Es finden häufig sogenannte ISD-Memorial-Konzerte statt, die sein Andenken ehren sollen. Diese sind zumeist international organisiert und es treten Bands aus unterschiedlichen Ländern auf.
Viele Skrewdriver-Titel wurden von anderen Bands gecovert, aber es gibt auch viele Tributlieder an Donaldson, unter anderem von den deutschen Bands 08/15 (Band) (Septembertag), Landser (Ian Stuart), Sturmwehr (24. September) und Spreegeschwader (Lebewohl Ian Stuart). Die Band Kampfzone aus Bernburg veröffentlichte 2001 eine Single namens Krieger mit Stolz, auf der Ian Stuart Donaldson abgebildet ist.

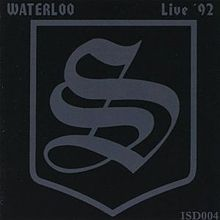
Skrewdriver-„S“ als Plattencover

Nach seinem Tod wurde Skrewdriver von der rechtsextremen Szene regelrecht ausgeschlachtet. So existieren zahlreiche Merchandise-Artikel, von Postern und T-Shirts über Gürtelschnallen bis hin zu Kissen. Das Geschwungene „S“ aus dem Bandlogo wurde zu einem häufig verwendeten Zeichen in der rechtsextremen Musikszene und fand als Emblem, meist als eine Art Wappen oder eingearbeitet in einen Adler, Verwendung auf zahlreichen Kleidungsstücken, unter anderem auf T-Shirts, Aufnähern und Buttons. Es ziert außerdem eine Reihe von Alben und Bootlegs der Band. 1999 sicherte sich Andreas Zehnsdorf aus Nordrhein-Westfalen, ein Mitarbeiter des ehemaligen Rechtsrock-Fanzines Rock Nord, das Skrewdriverlogo in Frakturschrift als Wort- und Bildmarke in der Warenklasse 25: Bekleidung. Zehnsdorf sicherte sich außerdem die Wort- und Bildmarke „Ian Stuart Donaldson“. Die Wortmarke „Ian Stuart“ dagegen ging an Henrik Ostendorf.
In der linken Musikszene diente Skrewdriver als Feindbild und Ziel von Häme und Spott. Die jüdische Punkrock-Band Jewdriver covert Lieder von Skrewdriver und unterlegt sie mit jüdischen Texten. Zusammen mit der deutschen Band Jesus Skins veröffentlichte die Band ein Split-Album; ihre Seite hieß Hail the Jew Dawn. Bands wie Die Ruhrpottkanaken, MDC oder Stage Bottles veröffentlichten Lieder, in denen sie sich über den Unfalltod Stuarts lustig machten.

## Diskografie
Während der Zeit ihres Bestehens veröffentlichte die Band insgesamt 27 Tonträger. Auch später noch entstanden eine ganze Reihe von offiziellen, semi-offiziellen und illegalen Zusammenstellungen (Bootlegs) der Band. Die vorliegende Auswahl erhebt keinen Anspruch auf Vollständigkeit. Sie beschränkt sich auf die offiziellen Veröffentlichungen gemäß Discogs, Erwähnungen in Fachliteratur zum Thema sowie die in Deutschland von der Bundesprüfstelle für jugendgefährdende Medien (BPjM) indizierten Tonträger der Gruppe.

### Frühe Skrewdriver
- 1977: You’re so Dumb/Better off Crazy (7’’, Chiswick Records)
- 1977: Anti-social (7’’, Chiswick)
- 1977: All Skrewed Up (LP, Chiswick)
- 1979: Built up, Knocked Down (7’’, TJM)
- 1989: Streetfight (1977) (Street Rock N Roll)

### Alben
- 1984: Hail the New Dawn (Rock-O-Rama, indiziert[38])
- 1985: Blood and Honour (Rock-O-Rama, indiziert[38])
- 1987: White Rider (Rock-O-Rama)
- 1988: After the Fire (Rock-O-Rama)
- 1989: Warlord (Rock-O-Rama)
- 1991: The Strong Survive (Rock-O-Rama)
- 1992: Freedom What Freedom (Rock-O-Rama)
- 1992: Land on Fire (Rock-O-Rama, indiziert[38])
- 1994: Hail Victory (Rock-O-Rama, indiziert[39][38])

### Livealben
- 1991: Live and Kicking (Rock-O-Rama)
- 1994: Waterloo Live ’92 (ISD Records)
- 1998: The Last Gig in Germany (Bootleg)
- unbekannt: This One’s for the Skinheads – Skrewdriver Live (Bootleg)

### Singles & EPs
- 1982: Back with a Bang (12’’, Boots & Braces)
- 1983: White Power (7’’, White Noise)
- 1983: Invasion (7’’, Rock-O-Rama)
- 1984: Voice of Britain (7’’, White Noise)
- 1989: Alabama (7’’, Street Rock N Roll)
- 1989: Land of Ice (7’’, Street Rock N Roll)
- 1989: The Showdown (7’’, Street Rock N Roll)
- 1989: The Evil Crept In (7’’, Street Rock N Roll)
- 1989: Their Kingdom Will Fall (7’’, Street Rock N Roll)
- 1990: Warzone (7’’, Street Rock N Roll)
- 1990: Stand Proud / Backstabber (7’’, Street Rock N Roll)
- 1991: Als der Schnee fiel (Split-MCD mit Noie Werte, Rock-O-Rama)
- 2005: Flying the Flag EP (7’’, Street Rock N Roll)
- 2005: Our Pride Is Our Loyalty EP (7’’, Street Rock N Roll)
- 2005: Tearing Down the Wall EP (7’’, Street Rock N Roll)
- 2005: Skrew You EP (7’’, Street Rock N Roll)

### Kompilationen
- 1987: Voice of Britain (White Power Records)
- 1987: Boots and Braces (Rock-O-Rama)
- 1990: The Early Years Vol. 1 (Rock-O-Rama)
- 1990: The Early Years Vol. 2 (Rock-O-Rama)
- 1991: The Early Years (Rock-O-Rama)
- 1994: Land on Fire (ISD Records, indiziert[38])
- 1994: The Best… (ISD Records, indiziert[38])
- 1994: The Best Vol. 2 (ISD Records)
- 1998: The Faith. The Legend (Hate Society Records)
- 1998: 1977–83 The Complete Studio Collection (Victory Records/Bootleg, indiziert[38])
- 1998: History Vol. 1-9 (Mid Records, indiziert: Vol. 7[38])
- 2000: Rockumentary (Midgard Records, indiziert[38])
- 2001: Back With a Bang – Singles Collection (Bootleg)
- 2005: White Power (ISD Records)
- 2009: Songs to Remember (Skrewdriver Music)
- unbekannt: Introduction (Bootleg, indiziert[38])
- unbekannt: Rock Anti-Communism (Bootleg, indiziert[40])
- unbekannt: Undercover (2yt4u, Bootleg, indiziert[38])
- unbekannt: We Will Never Forget Ian (Bootleg, indiziert[38])

### Samplerbeiträge
- 1982: United Skins (Boots & Braces)
- 1985: No Surrender! (Rock-O-Rama)
- 1986: No Surrender! Vol. 2 (Rock-O-Rama)
- 1988: Gods of War (White Power Records)
- 1989: No Surrender! Vol. 3 (Rock-O-Rama)
- 1989: Gods of War Vol. 2 (White Power Records)
- 1991: Gods of War Vol. 3 (White Power Records)
- 1994: Blood and Honour Vol. 1 (ISD Records)
- 1996: Blood and Honour Vol. 2 (ISD Records)
- 1999: Rock Against Communism Volume 1 (Panzerfaust Records)
- 2001: Fallen, But Not Forgotten (Panzerfaust Records)
- 2004: Panzerfaust Records Sampler Volume 1 (Panzerfaust Records)

### Tributealben
Kaum einer anderen Band aus der rechtsextremen Szene wurden so viele Tributalben gewidmet. Hervorzuheben ist hier sicherlich die schwedische Sängerin Saga, die mehrere Skrewdriver-Tributes veröffentlichte.
- 1996: Various Artists: A Tribute to Ian Stuart and the Glory of Skrewdriver: The Flame That Never Dies (Resistance Records, indiziert[41])
- 2000: Saga: My Tribute to Skrewdriver Vol. 1 (Midgard Records, indiziert[38])
- 2000: Saga: My Tribute to Skrewdriver Vol. 2 (Midgard Records[38])
- 2001: Saga: Live and Kicking (Midgard Records[38])
- 2002: Saga: My Tribute to Skrewdriver Vol. 3 (Midgard Records)
- 2004: Various Artists: Tribute To Skrewdriver – Volume 1 (Moloko Plus Versand)
- 2007: English Rose: A Tribute to the Memory of Ian Stuart and the Music of Skrewdriver (Loyalty Records)
- 2010: Hadak Útja – A Holnap Már A Miénk (Tomorrow Belongs To Me) 12 Lieder in Ungarisch. Sziva Balázs, Wéber Iréna, Hirlemann Bertalan, Vedres Joe (Loyalty Records)[42]
- 2014: A.White Ghost & The Dustbin Of The World Solo Orchestra: A Musical Tribute to Ian Stuart Donaldson & Skrewdriver (Rampage Productions, indiziert[43])
- 2015: Empire Falls/Brutal Tactics/Better Dead Than Red/Bryan and Gonzo: Tribute To ISD Skrewdriver (HDF Records)
- 2015: Various Artists: Skrewdriver – A Tribute – The Best of the Best (Front Records, indiziert[44])
- 2017: Various Artists: Viva Skrewdriver (Hersteller unbekannt)
- unbekanntes Jahr: Various Artists: Black Metal Tribute to Skrewdriver (Hersteller unbekannt, indiziert[45])
- unbekanntes Jahr: A Tribute to Skrewdriver Vol. 2 (PC-Records, indiziert und beschlagnahmt[38])
- unbekanntes Jahr: Japanese Tribute to Skrewdriver (Samurai Records, indiziert[46])